# Swimming Pool : La Piscine du danger
Ne doit pas être confondu avec Swimming Pool.
Pour plus de détails, voir Fiche technique et Distribution.
Swimming Pool : La Piscine du danger ou The Pool pour la sortie DVD (Swimming Pool - Der Tod feiert mit) est un film d'horreur allemand réalisé par Boris von Sychowski, sorti en 2001.

## Synopsis
Le film s'ouvre sur un soir d'orage. Catherine, une jeune étudiante de Prague, est en train de parler au téléphone à une amie tout en attendant son petit ami Oliver pour un dîner en tête à tête. Alors qu'elle prépare le repas, elle entend quelqu'un sonner à la porte. Elle remarque la voiture de son petit-ami devant la maison, et pense aussitôt que c'est lui, et qu'il veut la surprendre. Elle s'avance vers la voiture, mais aperçoit son petit-ami mort, avec la gorge tranchés. Catherine court alors à l'intérieur pour appeler la police. Elle trouve sa ligne coupée ; elle se précipite dans son bureau, à l'étage, pour attraper un fusil. Au même instant, l'électricité se coupe. En avançant dans l'obscurité, elle aperçoit la silhouette du tueur, armé d'une machette. Elle tire immédiatement, mais sans succès. Elle se rue vers sa piscine, mais est rattrapée. Le tueur l'achève et jette son corps dans la piscine.  
Le lendemain, au lycée international de Prague, un groupe d'étudiant passe leurs derniers partiels avant les vacances. Alors que tout le monde célèbre la fin des cours et prévoit une soirée, Kim, une des étudiantes, n'a pas l'humeur à la fête. Elle vient d'apprendre qu'elle n'a pas eu son examen. Son petit ami, Mike, lui propose d'aller à la soire organise pour fêter la fin des partiels ; Kim refuse, et une brève dispute s'ensuit. Pendant ce temps, Diego et Greg, chargés de l'organisation de la fête, contactent Mark, un mécanicien : ils lui demandent d'entrer en douce dans la plus grande piscine de Prague puis de désactiver le système d'alarme. Mike essaie de changer les ides de Kim, et l'emmène se balader. Ils se disputent à nouveau : Kim lui reproche de ne pas chercher à la comprendre. Son échec à l'examen a pour elle des conséquences bien plus dures que ses camarades, Mike y compris, qui viennent pour la majorité d'un milieu favoris. A bout de nerfs, elle annonce à Mike qu'elle le quitte. 
Le soir venu, alors que Kim rentre chez elle, elle s'égare et tente de retrouver son chemin. Au loin, elle aperçoit les phares du pick up de Mike clignoter. Elle s'avance, pensant qu'il s'agit de lui, mais, au même moment le tueur surgit derrière elle. Kim tente de s'enfuir, mais est rattrapée, et tuée. Pendant ce temps, un groupe d'étudiants, composé de Sarah, de son petit ami Greg, de sa meilleure amie, Carmen, mais aussi de Diego, Frank, Chris, Mel, Svenja et Mike, se rend à la piscine. Chris tente d'entraîner Sarah dans l'eau de force, mais la jeune femme se débat, car l'eau la terrifie. Au même moment, Svenja et Carter décident de tester le toboggan. Mais le tueur attaque Carter, pendant que ce dernier attend Svenja en bas du toboggan, avant d'achever également la jeune femme. Leurs corps sont découverts par Frank et Carmen. C'est à ce moment-là que les étudiants, se mettant à chercher de l'aide, comprennent que toutes les issues sont bloquées, et qu'ils sont piégés à l'intérieur de la piscine. Chris accuse Mark d'être responsable de la fermeture des portes, et l'attaque. Au même instant, Mel, qui se trouve dans la salle de sport, est attaquée par le tueur. Mais elle parvient à s'enfuir et à se cacher dans les vestiaires. Cependant, le tueur parvient à la trouver et la tue, comme les autres. Pour essayer de s'enfuir de la piscine, les autres étudiants tentent de passer par le conduit d'aération. Le tueur les surprend, et parvient à tuer Mark et Mike. Alors que Diego et Chris confrontent Greg, pensant qu'il est le tueur, ce dernier nie. Carmen et Sarah l'interrogent également, mais cette dernière n'est pas convaincue que son petit ami puisse faire une chose pareille. Carmen décide d'assommer Greg, par sécurité ; elle l'enferme alors dans le restaurant de la piscine pour se protéger. Elle tente ensuite de sortit du bâtiment via les canalisations. Alors qu'elle parvient à sortir, elle tombe sur le cadavre d'un policier, qui avait été envoyé ici afin de vérifier si une fête était bien organisée sur place. Sur le point de s'enfuir, elle est rattrapée par le tueur qui l'achève. Au même instant, Sarah, seule, surprend Frank habillé du costume du tueur. Ce dernier lui avoue qu'il en veut à toutes les filles d'avoir rejeté ses avances. Greg, qui aperçoit la confrontation depuis le restaurant, tente de briser les vitres pour aller aider la jeune femme. Sarah se défend tant bien que mal en lançant des bouteilles sur Frank. Elle parvient à mouiller ses vêtements avec de la vodka, et met le feu. Mais Frank glisse dans la piscine, éteignant les flammes, et se jette ensuite sur Greg pour le tuer. Sarah se précipite vers les deux hommes, et poignarde Frank dans le dos avec un tesson de bouteille. Elle croit le danger écarté, mais Frank surgit à nouveau. Soudain, une détonation retentit : Carmen, qui a survécu, vient de tirer sur Frank avec le pistolet récupéré sur le cadavre du policier. 
Le film se termine par une scène au cours de laquelle Sarah réconforte Carmen, étendue sur une civière. Chris et Diego remarquent d'un ton ironique que "c'est ce qu'on appelle une méga soirée". Sarah embrasse Greg.

## Fiche technique
- Titre français : Swimming Pool : La Piscine du danger ou The Pool
- Titre original : Swimming Pool - Der Tod feiert mit
- Réalisation : Boris von Sychowski
- Scénario : Lorenz Stassen et Boris von Sychowski, adaptation dialogue : Ryan Carrassi
- Musique : Johannes Kobilke
- Photographie : Notker Mahr
- Pays :  Allemagne
- Langue : anglais
- Durée : 89 minutes
- Genre : Horreur, thriller
- Dates de sortie :
  -  Allemagne : 4 octobre 2001
  -  États-Unis : 24 septembre 2002
  -  France : 13 novembre 2003 (à la télévision)

Film interdit aux moins de 18 ans

## Distribution
- Kristen Miller : Sarah
- Elena Uhlig : Carmen
- Thorsten Grasshoff : Greg
- John Hopkins : Frank
- Isla Fisher : Kim
- Jason Liggett : Martin
- Jonah Lotan : Chris
- Cordelia Bugeja : Mel
- James McAvoy : Mike
- Linda Rybová : Svenja